# Leontien van Moorsel
Leontine Martha Henrica Petronella van Moorsel, född 22 mars 1970 i Boekel i Nederländerna, är en nederländsk tidigare tävlingscyklist. Sedan hon gifte sig går hon ibland under namnet Leontien Zijlaard-Van Moorsel.
Hon började sin karriär i slutet av 1980-talet och vann snabbt stora tävlingar på landväg och på velodrom. Hon vann Tour Cycliste Feminin två gånger under början av 1990-talet (1992 och 1993).
Hon valde att sluta cykla 1994 på grund av att hon blivit sjuk med depression och anorexia nervosa, men hon frisknade till med hjälp av sin tränare, och senare make, Michael Zijlaard, och Leontien van Moorsel vann tempoloppet på Världsmästerskapen 1998. På tävlingen slutade hon också tvåa på linjeloppet efter Diana Ziliute från Lettland.
På de olympiska sommarspelen 2000 tog hon guld i linjeloppet och tempoloppet, men också individuellt förföljelselopp. Hon tog också hem silvermedaljen i poängloppet efter den italienska cyklisten Antonella Bellutti. Fyra år senare på de olympiska sommarspelen i Aten vann hon damernas tempolopp och tog brons i individuellt förföljelselopp. Med fyra guldmedaljer, en silvermedalj och en bronsmedalj är Leontien van Moorsel en av Nederländernas mest framgångsrika idrottspersoner.
Efter de olympiska sommarspelen 2004 valde Leontien van Moorsel att avsluta sin karriär. Hon hade då tagit över 200 segrar i sin karriär.

## Främsta meriter
1990
Världsmästare - 5 kilometer individuell förföljelse
Världsmästare - lagtempo
1991
Världsmästare - linjelopp
1992
Tour Cycliste Feminin
1993
Världsmästare - linjelopp
Tour Cycliste Feminin
1998
Världsmästare - tempolopp
1999
Världsmästare - tempolopp
2000
Olympisk mästare - linjelopp
Olympisk mästare - tempolopp
Olympisk mästare - 3 kilometer individuell förföljelse
Silvermedaljör - poänglopp
2001
Världsmästare - 3 kilometer individuell förföljelse
2002
Världsmästare - 3 kilometer individuell förföljelse
2003
Världsmästare - 3 kilometer individuell förföljelse
Tidsrekord: 46,06511 km
2004
Olympisk mästare - tempolopp
Bronsmedaljör - 3 kilometer individuell förföljelse